# 東京都立江戸川特別支援学校
東京都立江戸川特別支援学校（とうきょうとりつ えどがわとくべつしえんがっこう）は、東京都江戸川区本一色二丁目にある公立特別支援学校。肢体不自由者を教育対象とする。

## 学部
- 小学部
- 中学部
- 高等部
- 訪問教育部

## 所在地
- 東京都江戸川区本一色二丁目24番40号

## アクセス
- JR総武線 新小岩駅より京成バス 「江戸川スポーツランド」「瑞江」行きに乗車、菅原橋下車徒歩5分
- JR総武線 小岩駅より都営バス・京成バス「錦糸町」「両国」「小松川警察署」行きに乗車、「鹿本中学校前」下車徒歩2分